# Đorđe Stratimirović
Đorđe Stratimirović, född 7 februari 1822 i Novi Sad, död 15 december 1908 i Wien, var en serbisk militär och politiker.
Stratimirović tjänade först i den österrikiska armén, men tog avsked 1844. Han valdes 1848 till president i centralregeringen, som proklamerade det serbiska Banatets autonomi, och ställde sig i spetsen för serbiska friskaror mot ungrarna, som besegrades vid Sv. Tomaš och Földvár. Han besatte Pančevo och flera andra orter. Efter krigets slut blev han major vid ett ulanregemente i Wien, deltog på Montenegros sida i kriget mot turkarna och slog Omar Pascha vid Glavice 1853.
År 1858 skickades Stratimirović som österrikisk diplomatisk agent till Belgrad, utnämndes 1859 till generalmajor och vice guvernör i Dalmatien, sedan till generalkonsul på Sicilien, som han dock snart måste lämna. Invald i ungerska riksdagen (1860), uppträdde han kraftigt mot Ferenc Deák och den ungerska regeringens antiserbiska politik, men försonade sig 1865 med ungrarna. Under det rysk-turkiska kriget 1877–78 tjänade han i de serbiska leden under general Michail Tjernjajev.